# Fuck'd Up
Fuck'd Up è un singolo del produttore musicale e disc jockey italiano Big Fish, pubblicato il 26 aprile 2019 in collaborazione con i rapper Tormento, Nerone e Nitro.

## Tracce
1. Fuck'd Up – 3:02